# Marlene (canción)
«Marlene» es una canción interpretado por el artista británico Lightspeed Champion desprendido del álbum Life Is Sweet! Nice to Meet You, publicado el 25 de enero de 2010.

## Vídeo musical
Se publicó una vista previa del video musical en el canal de YouTube de Domino Records el 3 de noviembre de 2009, al que siguió un mes después, el 3 de diciembre de 2009, el video completo.
Muestra a Dev Hynes sentado en la parte trasera de una camioneta en una zona montañosa, antes de que el conductor del camión se detenga para sacar a Dev de la camioneta y patearlo hasta el suelo. Esto lleva a Dev a un sueño psicodélico de bailarinas, solo para despertarse y encontrarse discutiendo en un café con lo que parece ser su novia. Pronto se despierta de esto y el conductor del camión le arroja agua, quien luego arrastra a Dev para ver a dos bailarinas similares a las de su sueño. Esto lo envía a otro sueño psicodélico. Luego se despierta una vez más en la parte trasera de la camioneta con las bailarinas a lo lejos, como si nada de eso hubiera pasado.